# Erdőkövesd
Erdőkövesd là một thị trấn thuộc hạt Heves, Hungary. Thị trấn này có diện tích 17,18 km², dân số năm 2010 là 625 người, mật độ 36 người/km².